# Namagiri Thayar
Namagiri Thayar (en tamoul : நாமகிரி தாயார் ; « Mère de Namagiri » en français) est le titre sous lequel la déesse hindoue Lakshmi est vénérée au temple de Narasimhasvami à Namagiri, une ville également appelée Namakkal, dans l'État du Tamil Nadu, en Inde. Dans la mythologie hindoue, elle est l'épouse de Vishnou (propitié sous sa forme de Narasimha au temple en question).

## Namagiri et Srinivasa Ramanujan
Srinivasa Ramanujan attribue ses résultats mathématiques à la déesse de Namagiri. Selon Ramanujan, elle lui apparut dans une vision, en proposant des formules mathématiques qu'il aurait alors à vérifier. Il a décrit comme suit un de ces événements :
Pendant le sommeil, j'ai eu une expérience hors du commun. Il y avait un écran rouge formé par du sang qui coule. Je l'observais. Soudain, une main a commencé à écrire sur l'écran. Cela a attiré toute mon attention. Cette main a écrit un certain nombre d'intégrales elliptiques. Elles se sont incrustées dans mon esprit. Dès que je me suis réveillé, je me suis mis à les mettre par écrit.
En outre, la mère de Ramanujan a reçu dans un rêve l'autorisation de Namagiri Thayar pour que Ramanujan aille en Angleterre.